# آرژولوس، لوند
آرژولوس (به فرانسوی: Argelos) یک کمون در فرانسه است که در canton of Amou واقع شده‌است. آرژولوس ۶٫۴۴ کیلومتر مربع مساحت دارد.